# Anatoli Fedorenko
Anatoli Fedorenko –en ruso, Анатолий Федоренко– (30 de marzo de 1963) es un deportista bielorruso que compitió para la Unión Soviética en lucha grecorromana. Ganó 4 medallas en el Campeonato Mundial de Lucha entre los años 1985 y 1997, y 4 medallas en el Campeonato Europeo de Lucha entre los años 1985 y 1997.

## Palmarés internacional
| Representando a la URSS     |                     |                   |           |
| Campeonato Mundial          |                     |                   |           |
| Año                         | Lugar               | Medalla           | Categoría |
| 1985                        | Kolbotn (Noruega)   | Medalla de bronce | 100 kg    |
| 1986                        | Budapest (Hungría)  | Medalla de bronce | 100 kg    |
| 1989                        | Martigny (Suiza)    | Medalla de bronce | 100 kg    |
| Campeonato Europeo          |                     |                   |           |
| Año                         | Lugar               | Medalla           | Categoría |
| 1985                        | Leipzig (RDA)       | Medalla de oro    | 100 kg    |
| 1988                        | Kolbotn (Noruega)   | Medalla de oro    | 100 kg    |
| 1990                        | Poznań (Polonia)    | Medalla de oro    | 100 kg    |
| Representando a Bielorrusia |                     |                   |           |
| Campeonato Mundial          |                     |                   |           |
| Año                         | Lugar               | Medalla           | Categoría |
| 1997                        | Breslau (Polonia)   | Medalla de plata  | 97 kg     |
| Campeonato Europeo          |                     |                   |           |
| Año                         | Lugar               | Medalla           | Categoría |
| 1997                        | Kouvola (Finlandia) | Medalla de plata  | 97 kg     |